# Amherst (thị trấn), Wisconsin
Amherst là một thị trấn thuộc quận Portage, tiểu bang Wisconsin, Hoa Kỳ. Năm 2010, dân số của thị trấn này là 1.302 người.